# Taça de Portugal de Futsal de 2008–09
A edição da Taça de Portugal de Futsal referente à época de 2008/2009 decorreu entre 27 de Setembro de 2008 - 1ª Eliminatória - e 30 de Maio de 2009, data em que se disputou a final a qual teve lugar no Pavilhão Municipal de Vagos, Vagos.
Todos os jogos foram a uma mão à exceção dos jogos das meias-finais disputados a duas mãos.

## Taça de Portugal de Futsal 20089/2009

### Final
| Final                   | Final                                                                                         |
| ----------------------- | --------------------------------------------------------------------------------------------- |
| SL Benfica – Belenenses | 4 – 1 (Ricardinho 18, César Paulo 23, Zé Maria 33, Rogério Vilela 36 – Pedro Costa 38 (o.g.)) |

### Meias-Finais
| Belenenses - SL Olivais | 8 – 3 Agg. (1ª mão 2 – 0, 2ª mão 3 – 6)  |
| SL Benfica - Académica  | 15 – 3 Agg. (1ª mão 7 – 2, 2ª mão 1 – 8) |

### Quartos-de-Final
| Quartos-de-Final         | Quartos-de-Final | Quartos-de-Final | Quartos-de-Final            | Quartos-de-Final |
| ------------------------ | ---------------- | ---------------- | --------------------------- | ---------------- |
| Académica - Alpendorada  | 6 – 3 (a.p.)     |                  | ASCRD Nogueiró - SL Olivais | 1 – 6            |
| Belenenses - Onze Unidos | 6 – 4            |                  | CA Mogadouro - SL Benfica   | 5 – 7            |

### 4ª Eliminatória
| 4ª Eliminatória                   | 4ª Eliminatória | 4ª Eliminatória | 4ª Eliminatória          | 4ª Eliminatória |
| --------------------------------- | --------------- | --------------- | ------------------------ | --------------- |
| SL Benfica – FJ Antunes           | 3 – 2           |                 | CA Mogadouro - Beira-Mar | 6 – 1           |
| Belenenses - Freixieiro           | 6 – 1           |                 | Académica - Lamas Futsal | 6 – 1           |
| Onze Unidos - Boticas             | 4 – 2           |                 | Ismailitas - SL Olivais  | 2 – 4           |
| Alpendorada - Instituto D. João V | 5 – 2 (a.p.)    |                 |                          |                 |

### 3ª Eliminatória
| 3ª Eliminatória               | 3ª Eliminatória    | 3ª Eliminatória | 3ª Eliminatória                   | 3ª Eliminatória |
| ----------------------------- | ------------------ | --------------- | --------------------------------- | --------------- |
| Contacto - Ismailitas         | 4 – 5 (a.p.)       |                 | Retaxo - FJ Antunes               | 2 – 9           |
| CA Mogadouro - Foz            | 4 – 1              |                 | Boticas - AA UTAD/Real Fut        | 5 – 3 (a.p.)    |
| Sacavenense - Académica       | 1 – 2              |                 | Beira-Mar - Odivelas              | 3 – 1           |
| GDR Lameirinhas - Onze Unidos | 2 – 8              |                 | Eléctrico - SL Olivais            | 1 – 4           |
| AD Fundão - SL Benfica        | 4 – 4 (3 – 4) g.p. |                 | U. Leiria - ASCRD Nogueiró        | 3 – 5           |
| Freixieiro - NS Tires         | 5 – 3              |                 | Modicus - Belenenses              | 1 – 4           |
| Lamas Futsal - Barranha SC    | 7 – 1              |                 | AR Amarense - Instituto D. João V | 0 – 5           |

### 2ª Eliminatória
| 2ª Eliminatória                        | 2ª Eliminatória | 2ª Eliminatória | 2ª Eliminatória                         | 2ª Eliminatória    |
| -------------------------------------- | --------------- | --------------- | --------------------------------------- | ------------------ |
| Eléctrico - Operário                   | 7 – 2           |                 | ARC Antas - Modicus                     | 0 – 6              |
| NS Leiria - AR Amarense                | 3 – 5           |                 | Loures - Sacavenense                    | 2 – 5              |
| Marítimo - Onze Unidos                 | 3 – 5           |                 | Sapalense - Belenenses                  | 2 – 4              |
| Gafanha - Alpendorada                  | 0 – 5           |                 | Contacto - S. João Ver                  | 4 – 2              |
| Carrazeda de Ansiães - GDR Lameirinhas | 1 – 4           |                 | GD Montemor - NS Tires                  | 2 – 3              |
| Portela - Odivelas                     | 2 – 3           |                 | Sassoeiros - AD Fundão                  | 3 – 8              |
| Santa Susana - Académica               | 2 – 13          |                 | Viseu 2001 - Freixieiro                 | 1 – 4              |
| Retaxo - Louletano                     | 3 – 1           |                 | Piratas de Creixomil - AA UTAD/Real Fut | 3 – 6 (3 – 6) g.p. |
| ASCRD Nogueiró - Junqueira             | 3 – 2           |                 | Lamas Futsal - Os Beirões               | 2 – 1              |
| Ismailitas - Independentes Sines       | 4 – 1           |                 | Foz - CRECOR                            | 3 – 1              |
| Barranha SC - São João                 | 4 – 2 (a.p.)    |                 | Beira-Mar - Lobitos Futsal              | 5 – 1              |
| U. Leiria - Sonâmbulos                 | 8 – 2           |                 | JD Fontaínhas - Instituto D. João V     | 2 – 3              |
| Fabril Barreiro - SL Olivais           | 4 – 5           |                 | Vianense - FJ Antunes                   | 0 – 8              |
| Sporting CP - SL Benfica               | 4 – 6           |                 | Rio Ave - CA Mogadouro                  | 2 – 3              |
| Boavista - Boticas                     | 1 – 6           |                 |                                         |                    |

### 1ª Eliminatória
| 1ª Eliminatória                    | 1ª Eliminatória    | 1ª Eliminatória | 1ª Eliminatória                       | 1ª Eliminatória    |
| ---------------------------------- | ------------------ | --------------- | ------------------------------------- | ------------------ |
| Leões Porto Salvo - Ismailitas     | 4 – 5              |                 | Unidos do Cacém - Retaxo              | 2 – 3              |
| Académica do Algarve - Marítimo    | 1 – 3              |                 | Vit. Olivais - GD Montemor            | 2 – 2 (2 – 3) g.p. |
| Académica - Bairro Boa Esperança   | 4 – 1              |                 | Mendiga - Independentes Sines         | 2 – 8              |
| Operário - Atlético                | 4 – 4 (5 – 3) g.p. |                 | Lagoa e Benfica - NS Leiria           | 1 – 4              |
| GDR Lameirinhas - Piedense         | 5 – 1              |                 | SA Almodovarense - Sonâmbulos         | 3 – 5              |
| Louletano - Rio de Mouro           | 2 – 1              |                 | Loures - Arnal                        | 8 – 4              |
| Santa Susana - Achete              | 6 – 2              |                 | Ass. D. Quinta Conde - AR Amarense    | 1 – 6              |
| Externato Benedita - U. Leiria     | 3 – 3 (2 – 3) g.p. |                 | V. Setúbal - Onze Unidos              | 1 – 8              |
| Vila Verde - Fabril Barreiro       | 4 – 4 (2 – 4) g.p. |                 | Sacavenense - Os Patos                | 7 – 6              |
| Os Torpedos - Portela              | 2 – 4              |                 | JD Fontaínhas - AMSAC                 | 4 – 3              |
| Gondomar FC - Foz                  | 0 – 5              |                 | Macedense - Gafanha                   | 1 – 6              |
| Habinordeste - AA UTAD/Real Fut    | FC – V             |                 | Monte Pedras - Lobitos Futsal         | 3 – 5              |
| Farlab - Junqueira                 | 5 – 6              |                 | SC Braga - S. João Ver                | 3 – 6              |
| Beira-Mar - GR Vilaverdense        | 5 – 2              |                 | Vianense - AA Leça                    | 4 – 2              |
| Sangemil - ASCRD Nogueiró          | 4 – 6              |                 | Boavista - Alcaria                    | 5 – 2              |
| São João - AGU - Futsal            | 5 – 3              |                 | Os Beirões - CF Nogueirense           | 3 – 2              |
| Balsa Nova - Viseu 2001            | 2 – 3              |                 | Amanhã Criança - Piratas de Creixomil | 1 – 3              |
| Póvoa Futsal - Contacto            | 2 – 5              |                 | Araucária - Lamas Futsal              | 2 – 5              |
| Barranha SC - AJAB Tabuaço         | 10 – 4             |                 | Chaves Futsal - Boticas               | 4 – 7              |
| Carrazeda de Ansiães - Merelinense | 8 – 5              |                 | Rio Ave - CB Barcelos                 | V – FC             |